# Carlos Salazar (DJ)
Carlos Eduardo Salazar Alberti (Caracas,  Distrito Capital, Venezuela; 6 de septiembre de 1979) más conocido como Carlos Salazar, es un  DJ,  productor y compositor venezolano de música electrónica, orientado al género techno. Es considerado por medios especializados como un referente, así uno de los mejores disc-jockeys de su país, siendo galardonado en 2008 por TopDJsVenezuela como Mejor DJ nacional, Mejor DJ de Caracas y Mejor DJ Tech House, a su vez ocupando en 2007 la posición número 9 en el conteo Mejor DJ nacional.

## Carrera artística
A lo largo de su trayectoria profesional ha trabajado con figuras influyentes del género como el del DJ/productor iraní-estadounidense Dubfire, el estadounidense Victor Calderone o el nativo de Canadá, Carlo Lio. Una de sus asociaciones más destacadas resulta en las re-mezclas que fabríca para los temas «Wrong About Me feat. Derek Conyer» de los productores españoles Chus & Ceballos, —editada bajo el sello discográfico de estos últimos, Stereo Recordings— y para «World Routes» de DJ Chus. Esto producto de su colaboración junto al afamado productor venezolano Eduardo Javith, compositor del éxito de principios de la década del 2000, «Caracas de noche». La sociedad alrededor de Eduardo Javith es resultado de temas característicos en su autoría como «Kukenan» y «Arawak», lanzados por los editores Tribo Recordings e Iberican Encodings, respectivamente; subsellos de la etiqueta propiedad de DJ Chus y Pablo Ceballos.

## Discografía parcial
| Compilaciones - 2008: Latitud 10° 30′ N Sencillos - 2007: «Caracas» (Con DJ Fist) - 2008: «Minivan» (Con Alex Young) - 2008: «Let The Music» - 2008: «The Underground» - 2011: «Aponwao» - 2012: «Las Americas» (Con Paco Buggin) - 2012: «Aliens On Earth» (Con DJ Exxel) - 2014: «Lights Are Out» | Sencillos - 2005: «Orinoco» - 2006: «Roraima» (Con Pedro Gil) - 2006: «Kukenan» (Con Pedro Gil) - 2006: «Big Room Sound» (Con Da Groovemakers) - 2007: «Arawak» (Con Pedro Gil) Remezclas - 2005: Marcelo Castelli - «Tribalismo Samba Dub» (Javith & Salazar Dub) - 2006: DJ Chus - «World Routes» (Javith & Salazar Remix) - 2006: Offer Nissim - «Perfect Love» (Javith & Salazar Dub) - 2006: Chus & Ceballos - «Wrong About Me feat. Derek Conyer» (Javith & Salazar Remix) - 2007: Victor Calderone - «Give It Up» (Javith & Salazar Remix) - 2007: Sumantri - «Tell Me» (Javith & Salazar Electribe Remix) |